# Max Rohr (Sänger)

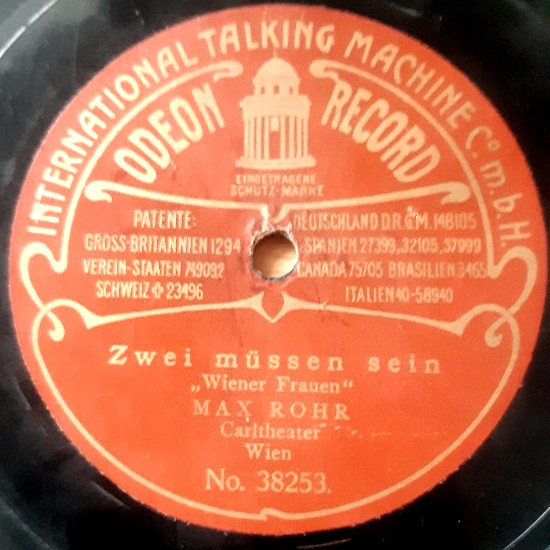
Schallplatte von Max Rohr (Wien 1906)

Max Rohr (1875 – 1917 in München) war ein deutscher Operettensänger (Tenor) und Theaterschauspieler.

## Leben
Rohr debütierte 1901 am Hoftheater Detmold. Von 1902 bis 1903 bildete er seine Stimme weiter aus und war dann von 1903 bis 1904 am Stadttheater von Landshut und von 1904 bis 1905 am Stadttheater von Regensburg. Nach einem erfolgreichen Gastspiel wurde er ans Carl-Theater engagiert, wo er bis 1910 blieb. 
Am Carl-Theater war er an zahlreichen Operettenaufführung beteiligt, u. a. in den Uraufführungen von Die Schützenliesel von Edmund Eysler (1905) und als Jonel in Zigeunerliebe von Franz Lehár (1910).
Von 1910 bis 1913 war er Ensemblemitglied des Raimundtheaters in Wien, von 1913 bis 1914 des Johann Strauß-Theaters. 1915 ging er ans Theater am Gärtnerplatz in München. Dort blieb er bis zu seinem Suizid 1917. In München war er nur als Operettensänger tätig, da er als solcher vor allem in Stücken von Franz Lehár, Leo Fall, Oscar Straus, Emmerich Kálmán und Edmund Eysler erfolgreich war.
Erste Aufnahmen für Pathé-Walzen (Wien 1904-06), dann zahlreiche Platten für Odeon (Wien 1906 und 1910), G&T (Wien 1907), Gramophone (Wien 1908-10), Pathé (Wien 1908-14), Lyrophon (Wien 1909), Beka (Wien 1909-10), Favorite (Wien 1909-10) und Parlophon (Wien 1914).